# Erwin Zillenbiller
Erwin Zillenbiller (* 22. September 1925 in Veringenstadt) ist ein deutscher Agrarwissenschaftler und Honorarprofessor an der Universität Stuttgart in der Fakultät Architektur und Stadtplanung, Autor und Leiter des Strübhauses.

## Leben
Erwin Zillenbiller wurde am 22. September 1925 in Veringenstadt geboren. Im Zweiten Weltkrieg wurde er 1943 zum Kriegsdienst herangezogen. Er geriet in amerikanische und französische Kriegsgefangenschaft. Nach seiner Rückkehr aus der französischen Kriegsgefangenschaft im November 1948 absolvierte er zunächst ein landwirtschaftliches Praktikum in Spöck. Im Herbst 1949 bis 1954 studierte er Agrarwissenschaften an der Universität Hohenheim mit Promotion zum Dr. agr.
Von 1953 bis 1964 war er Stadtrat in Veringenstadt.
Nach dem Referendariat war er von 1957 bis 1963 in den Landwirtschaftsämtern Balingen, Rottweil und Sigmaringen tätig. Dieser Zeit schloss sich von 1963 bis 1990 eine Tätigkeit im Ministerium für Ernährung, Landwirtschaft und Forsten Baden-Württemberg in Stuttgart an, wo er 1963 das Referat „Agrar- und Landschaftsentwicklung“ (als „Vater der Dorfentwicklung“ apostrophiert) übernahm, 1982 zum Abteilungsleiter „Markt und Ernährung“ und 1987 Abteilungsleiter „Landwirtschaft“ wurde, zuletzt als Ministerialdirigent. 980 erhielt er die Honorarprofessur an der Universität Stuttgart.
Mit seiner Ehefrau Ruth, geb. Wolf (* 1936, † 2017), hat drei Kinder und lebt in Veringenstadt.

## Leistungen
Zahlreiche Publikationen, Vorträge und Ausstellungen zu ort-, heimat- und landschaftsgeschichtlichen Themen (unter anderem 1963 Stadt Veringen, 1985 Herausgeber von „Stadtwerdung im Landkreis Sigmaringen“, 1996 „Kulturlandschaft – Erbe und Auftrag. Entwicklungsphasen von der Natur- und Kulturlandschaft“) stammen aus seiner Hand. Er ist Autor von unter anderem 43 Drehbücher für heimat- und kulturgeschichtliche Historienspiele inklusive der Herausgabe anschließender Dokumentationen unter anderem auf der Heuneburg, in Beuron, Ablach, Jungnau, Marbach, Salmendingen und Kreenheinstetten (Abraham a Sancta Clara). Seit vielen Jahren leitet er zudem die Historienspiele im Verbund mit den Stadtfesten Veringenstadt und Historienspiele in Verbindung mit den Kulturschwerpunkten des Kreiskulturforums: 2009 Neandertaler in Veringenstadt, 2010 „Quo vadis? – Menschen auf dem Weg“. Des Weiteren engagiert sich Zillenbiller über den Verein der Freunde der Erzabtei St. Martin e.V. für die Sanierung der Erzabtei Beuron und als langjähriger Vorsitzender der Fördergemeinschaft Strübhaus e.V. für den Erhalt des Strübhauses in Veringenstadt und dem Ausbau zum Kunstmuseum.

## Veröffentlichungen
- Erwin Zillenbiller: Ländliche Raumplanung im Kreis Balingen. Balingen 1962.
- Erwin Zillenbiller: Stadt Veringen. Sebastian Acker, Gammertingen 1963.
- Erwin Zillenbiller (Hrsg.): Stadtwerdung im Landkreis Sigmaringen. Jan Thorbecke Verlag, Stuttgart 1985.
- Erwin Zillenbiller: Kulturlandschaft - Erbe und Auftrag. Entwicklungsphasen von der Natur- zur Kulturlandschaft. verlag regionalkultur, Heidelberg, Ubstadt-Weiher, Basel 1997.

## Ehrungen
Im Jahr 1977 wurde ihm die Ehrenbürgerwürde seiner Heimatstadt Veringenstadt zuteil. Zehn Jahre später, im Jahr 1980, wurde ihm das Bundesverdienstkreuz am Bande und 2003 die Verdienstmedaille des Landes Baden-Württemberg durch den damaligen Ministerpräsident Erwin Teufel verliehen. Der Auszeichnung im Ludwigsburger Schloss lagen seine Verdienste in der Aufbereitung von Heimatgeschichte für viele Orte im Landkreis Sigmaringen zugrunde, aber auch sein Engagement im „Verein der Freunde der Erzabtei St. Martin“ (Erzabtei Beuron) wurde vom Landeschef bei der Verleihung ausdrücklich gewürdigt. Vorgeschlagen wurde Zillenbiller vom Sigmaringer Landrat Dirk Gaerte. Des Weiteren ist er Preisträger 2010 des Kulturpreises des Dreiländerkreises Sigmaringen. Der Preis ist mit 2.500 Euro dotiert und würdigt herausragendes Engagement im regionalen Kulturleben. Er wurde 2009 vom Kreiskulturforum sowie den Volks- und Raiffeisenbanken im Landkreis gestiftet. Zillenbiller stellte den Preis dem Förderverein des Strübhaus-Museums zur Verfügung.

„Erwin Zillenbiller wird von einer Aufgabe getrieben, die ihn bis heute ins hohe Alter, trotz störender Gesundheitsbeschwerden, nicht loslässt.“